# Vladimír Klaban
Vladimír Klaban (18. května 1943 Skařišov) je český mikrobiolog.
Vystudoval biochemii a mikrobiologii na přírodovědecké fakultě Univerzity Karlovy v Praze. V České republikce pracoval v různých mikrobiologických a biochemických laboratořích. Působil ale i na zahraničních univerzitách, v kanadském Torontu či v německém Kielu. 
Je autorem řady publikací z oboru mikrobiologie. Jde jak o učebnice pro středoškolské a vysokoškolské studenty, tak i o publikace pro  odborné pracovníky v příslušných laboratorních oborech.

## Výběr z bibliografie

### Naučná literatura
- KLABAN, Vladimír. Svět mikrobů: malý mikrobiologický slovník. Hradec Králové: Gaudeamus, 1999. ISBN 80-7041-639-4.
- KLABAN, Vladimír. Svět mikrobů: ilustrovaný lexikon mikrobiologie životního prostředí. 2. rozš. a přeprac. vyd. Hradec Králové: Gaudeamus, 2001. ISBN 80-7041-687-4.
- KLABAN, Vladimír. Ilustrovaný mikrobiologický slovník. Praha: Galén, c2005. ISBN 80-7262-341-9.
- KLABAN, Vladimír. Ekologie mikroorganismů: ilustrovaný lexikon biologie, ekologie a patogenity mikroorganismů. Praha: Galén, c2011. ISBN 978-80-7262-770-7.
- KLABAN, Vladimír. Obecná a environmentální mikrobiologie, fascinující, neuvěřitelný a tajemný svět mikrobů v přírodním prostředí. Hradec Králové: Gaudeamus, 2018. ISBN 978-80-7435-673-5.

### Odborné články
- Klaban, V. (2021). Miraculous Fixation of Molecular Nitrogen from the Atmosphere. In: Hurst, C.J. (eds) Microbes: The Foundation Stone of the Biosphere. Advances in Environmental Microbiology, vol 8. Springer, Cham. https://doi.org/10.1007/978-3-030-63512-1_8. Print ISBN 978-3-030-63511-4.
- Klaban, V. (2021). Microscopic World and the Phenomenon of Symbiosis in the Natural Environment. In: Hurst, C.J. (eds) Microbes: The Foundation Stone of the Biosphere. Advances in Environmental Microbiology, vol 8. Springer, Cham. https://doi.org/10.1007/978-3-030-63512-1_15. Print ISBN 978-3-030-63511-4.